# Gromada (harcerstwo)
Gromada zuchowa − jednostka w strukturze organizacji harcerskiej, skupiająca zuchy – najmłodszych członków organizacji. Gromada realizuje program harcerski oparty na metodzie harcerskiej przy wykorzystaniu metodyki zuchowej.

## Związek Harcerstwa Polskiego
W ZHP gromady zuchowe skupiają zuchy − członków ZHP w wieku 6–10 lat. Liczebność gromady wynosi minimum 16 członków (w szczególnych wypadkach komenda hufca może obniżyć tę liczbę do 12).
Gromada pracuje w oparciu o szóstki (minimum 2 szóstki liczące po 4–8 osób). Niezależnie od obowiązujących zasad, istnieją także gromady pracujące tradycyjnym systemem "gromadek" czyli zastępów zuchowych.
Rozpoczęcie działalności gromady wymaga zgody właściwego komendanta hufca. W szczególnie uzasadnionych wypadkach utworzenie gromady może nastąpić także za zgodą komendanta chorągwi albo Naczelnika ZHP.
Gromadami kierują drużynowi, którzy powinni być instruktorami harcerskimi (zuchmistrzami), przy pomocy przybocznych. Drużynowych mianuje rozkazem właściwy komendant hufca, komendant chorągwi lub Naczelnik ZHP. 
Gromady mogą być koedukacyjne, męskie lub żeńskie.
Podstawowe jednostki organizacyjne ZHP działające w jednym środowisku mogą łączyć się w szczepy oraz związki drużyn.
Szczegółowe zasady tworzenia i działania gromad określa Główna Kwatera ZHP.

## Związek Harcerstwa Rzeczypospolitej
W ZHR gromady zuchowe skupiają zuchy − członków ZHR w wieku 6–11 lat. Gromada pracuje w oparciu o szóstki. Zuchami opiekuje się drużynowa lub drużynowy przy pomocy przybocznych. Gromada liczy przynajmniej 12 zuchów lub zuchenek.
Gromady mogą być męskie lub żeńskie − nie występują jednostki koedukacyjne (poza pewną częścią żeńskich gromad zuchowych, w których znajdują się także męskie szóstki zuchowe).
Zuchy przekazuje się do drużyny harcerskiej przeważnie na początku 4 klasy szkoły podstawowej. Taki zuch powinien mieć już wszystkie trzy gwiazdki − być gotowym do przejścia do drużyny harcerskiej.

## Stowarzyszenie Harcerskie
Gromada skupia zuchy w wieku 7–11 lat. Zuchy przechodzą do drużyny harcerskiej w momencie przejścia do 5 klasy szkoły podstawowej podobnie jak w innych organizacjach. Gromadę prowadzi harcerz lub harcerka w wieku co najmniej 16 lat. Jeśli drużynowy jest niepełnoletni, pełni swą funkcję pod opieką instruktora wyznaczonego przez komendanta hufca. Drużynowego i przybocznego mianuje komendant hufca. Gromady mogą być męskie lub żeńskie. W Stowarzyszeniu nie ma gromad koedukacyjnych. Gromada powinna liczyć co najmniej 12 zuchów czyli 2 szóstki.